# Saint-Aubin-le-Dépeint
Saint-Aubin-le-Dépeint ist eine französische Gemeinde mit 351 Einwohnern (Stand: 1. Januar 2022) im Département Indre-et-Loire in der Region Centre-Val de Loire; sie gehört zum Arrondissement Chinon und zum Kanton Château-Renault. Die Einwohner werden Saint-Aubinois und Saint-Aubinoises genannt.

## Geographie
Die Gemeinde Saint-Aubin-le-Dépeint liegt an der Grenze zum Département Sarthe, etwa 35 Kilometer nordwestlich von Tours. Umgeben wird Saint-Aubin-le-Dépeint von den Nachbargemeinden Nogent-sur-Loir im Norden, Saint-Pierre-de-Chevillé im Norden und Nordosten, Saint-Christophe-sur-le-Nais im Osten, Saint-Paterne-Racan im Südosten und Süden sowie Chenu im Westen.

## Bevölkerungsentwicklung
| Jahr                       | 1962 | 1968 | 1975 | 1982 | 1990 | 1999 | 2009 | 2021 |
| Einwohner                  | 426  | 428  | 403  | 376  | 351  | 329  | 330  | 344  |
| Quellen: Cassini und INSEE |      |      |      |      |      |      |      |      |

## Sehenswürdigkeiten
- Pfarrkirche Saint-Aubin aus dem 15. Jahrhundert mit ältesten Teilen aus dem 12. Jahrhundert
- Herrenhaus La Fosse aus dem 16./17. Jahrhundert, Hauptgebäude seit 1996 als Monument historique eingeschrieben

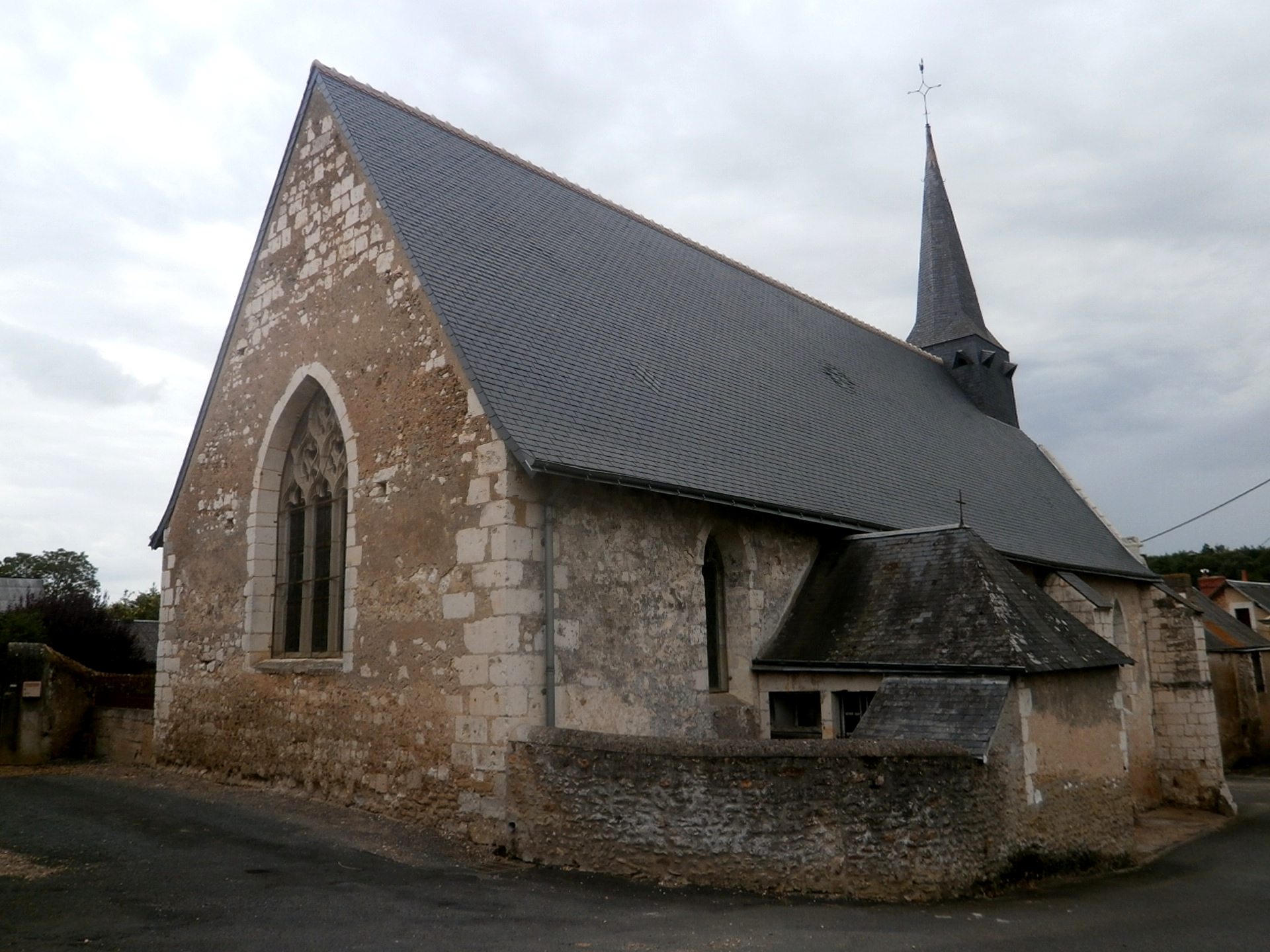
Pfarrkirche Saint-Aubin